# Ebru Ünlü
Ebru Ünlü (Istanbul, 19 luglio 1990) è un'attrice turca, nota per aver interpretato il ruolo di Seher nella serie Terra amara (Bir Zamanlar Çukurova).

## Biografia
Ebru Ünlü è nata il 19 luglio 1990 a Istanbul (Turchia), è cresciuta nel distretto di Kuzguncuk di Istanbul. Da bambina sognava di diventare un astronauta, mentre in gioventù si è interessata prima al giornalismo e poi al teatro.

## Carriera
Ebru Ünlü dopo aver completato la sua formazione universitaria, ha studiato recitazione presso il dipartimento teatrale del Müjdat Gezen Art Center. Nel 2013 ha fatto la sua prima apparizione come attrice nella serie Galip Dervis. Nel 2015 ha recitato nella serie Sehrin Melekleri. L'anno successivo, nel 2016, ha recitato nel film Adam misin! diretto da Emir Khalilzadeh. Nel 2015 e nel 2016 ha ricoperto il ruolo di Eycan Hatun nella serie Muhtesem Yüzyil: Kösem.
Nel 2017 e nel 2018 è entrata a far parte del cast della serie Söz, nel ruolo di Sükran. Nel 2018 e nel 2019 è stata scelta per interpretare il ruolo di Seher nella serie di ATV Terra amara (Bir Zamanlar Çukurova) e dove ha recitato insieme ad attori come Hilal Altınbilek, Uğur Güneş, Vahide Perçin, Murat Ünalmış e Bülent Polat. Nel 2020 e nel 2021 ha interpretato il ruolo di Canan nella serie Zümrüdüanka. Nel 2022 ha ricoperto il ruolo di Meltem nella serie Lascia che la vita venga come sa (Gelsin Hayat Bildigi Gibi).

## Filmografia

### Cinema
- Adam misin!, regia di Emir Khalilzadeh (2016)

### Televisione
- Galip Dervis – serie TV, 1 episodio (2013)
- Sehrin Melekleri – serie TV, 1 episodio (2015)
- Il secolo magnifico: Kösem (Muhtesem Yüzyil: Kösem) – serie TV, 26 episodi (2015-2016)
- Söz – serie TV, 15 episodi (2017-2018)
- Terra amara (Bir Zamanlar Çukurova) – serie TV, 27 episodi (2018-2019)
- Zümrüdüanka – serie TV, 18 episodi (2020-2021)
- Hekimoglu – serie TV, 2 episodi (2021)
- Lascia che la vita venga come sa (Gelsin Hayat Bildigi Gibi) – serie TV, 9 episodi (2022)

## Teatro
- Sonlangıç (2012)

## Doppiatrici italiane
Nelle versioni in italiano dei suoi film e delle sue serie TV, Ebru Ünlü è stata doppiata da:
- Luisa D'Aprile[22] in Terra amara[23]